# فيلي هاينز
فيلي هاينز (بالإنجليزية: Willi Heinz)‏ هو لاعب اتحاد الرغبي نيوزيلندي، ولد في 24 نوفمبر 1986 في كرايستشرش في نيوزيلندا.

## روابط خارجية
- فيلي هاينز على موقع دوري الرغبي الممتاز (الإنجليزية)
- فيلي هاينز عل موقع إسبنسكروم (الإنجليزية)
- فيلي هاينز على موقع ItsRugby.co.uk (الإنجليزية)